# Yoknapatawpha County
Yoknapatawpha County ist ein fiktiver Landkreis (County) im amerikanischen Bundesstaat Mississippi, der Schauplatz der meisten Romane und Erzählungen des Literaturnobelpreisträgers William Faulkner ist. Vorbild für Yoknapatawpha County war das Lafayette County im selben US-Bundesstaat.

## Lage
1946 fertigte Faulkner für die von Malcolm Cowley herausgegebene Anthologie The Portable Faulkner eine Karte des Countys an, die heute bei den genannten Romanen häufig mit abgedruckt wird.
Yoknapatawpha County liegt im Nordwesten des amerikanischen Bundesstaats Mississippi. Es umfasst 2400 Quadratmeilen (6215 km²) und wird im Norden vom (realen) Fluss Tallahatchie, im Süden vom (fiktiven) Fluss Yoknapatawpha begrenzt. Die östliche Hälfte und der südwestliche Zipfel des Countys ist von Kiefernwäldern bedecktes Hügelland, der Rest wird landwirtschaftlich genutzt.

## Geschichte
Die Gegend war ursprünglich Siedlungsgebiet des Indigenen Stammes der Chickasaw. Der Name Yoknapatawpha leitet sich laut Faulkner von den Chickasaw-Wörtern Yocona und petopha ab. Yocona ist ein realer Fluss, petopha bedeutet „geteiltes Land“, und das Kompositum Yoknapatawpha laut Faulkner „Wasser, das langsam durch die Ebene fließt“. 
Etwa ab 1800 wurde das Gebiet von Weißen besiedelt. Bis zum Ausbruch des Bürgerkriegs 1861 war ein großer Teil des Countys in Großplantagen aufgeteilt. Die Plantage Louis Greniers lag im Südosten, die der Familie Sutpen im Nordwesten, und die der Familien Compton und Sartoris in unmittelbarer Nähe der Kreisstadt Jefferson City im Zentrum von Yoknapatawpha County; nach dem Krieg verloren sie einen großen Teil ihres Landes und viele kleine Farmen entstanden. 1936 hatte Yoknapatawpha County 15.611 Einwohner, von denen 6.298 weiß und 9.313 schwarz waren.

## Romane
Folgende Romane spielen ganz oder überwiegend in Yoknapatawpha County:
- Sartoris (1929)
- Schall und Wahn (1929)
- Als ich im Sterben lag (1930)
- Die Freistatt (1931)
- Licht im August (1932)
- Absalom, Absalom! (1936)
- Die Unbesiegten (1938)
- Das Dorf (1940)
- Go Down, Moses (1942)
- Griff in den Staub (1948)
- Die Stadt (1957)
- Das Haus (1959)
- Die Spitzbuben (1962)
- Flags in the Dust (ursprüngliche, längere Fassung von Sartoris, 1973)